# Языки Лесото
Лесото — многоязычная страна. Официальным статусом обладают два языка: английский и сесото. Уровень грамотности населения составляет 59-74 %.

## Сесото
Сесото — язык семьи банту, распространенный в Южной Африке; один из официальных языков ЮАР (3 104 197 носителей по переписи 1996 года) и Лесото (1 770 000 носителей по оценке на 2001 год). Сесото относится к группе сото-тсвана семьи банту (S30 по Гасри), наряду с тсвана и северным сото, а также языком лози (серотсе), распространенным в основном в Замбии. Все эти идиомы взаимопонимаемы, но традиционно считаются разными языками и имеют собственные письменные традиции. Взаимопонятности с другими языками банту, даже самыми близкими (например, зулу), нет.

## Основные языки Лесото (2006 год)
| Язык   | Численность |
| ------ | ----------- |
| Сесото | 1 770 000   |
| Зулу   | 248 000     |
| Футхи  | 43 000      |
| Коса   | 18 000      |

## Национальные и официальные языки
12 сентября 1966 года парламент Лесото установил английский и сесото в качестве двух официальных языков страны. Языковая политика страны способствует билингвизму.
Сесото — первый язык, на нем говорит 90 % населения страны; он широко используется в ежедневной речи. Английский язык является запасным для официального взаимодействия, хотя использование сесото в политике, религии, СМИ постоянно растёт.
Начальное общее образование дети получают на сесото в течение первых четырёх лет, но английский язык становится средством обучения в пятом классе и начальной школе. Знание английского языка «особенно важно для образовательной, политической, социальной транзакции» и облегчает трудоустройство в Лесото и за рубежом. Несмотря на усилия с целью дать детям басуто возможность обучению писать, читать и говорить по-английски, многие басуто заканчивают только основное начальное образование и остаются одноязычными.

## Языки меньшинств и иммигрантов
Меньшинство басуто, говорящие на Зулу, насчитывает около 248 000 человек (1993). Футхи, языки нгуни тесно связаны с языком свати, официальным языком ЮАР и Эсватини, на котором говорят около 43 000 басуто. На коса, другом языке нгуни, говорят 18 000 человек в Лесото. Носители этих региональных языков также говорят на сесото.